# تریازاویرین
تریازاویرین (به انگلیسی: Triazavirin) یک داروی ضد ویروس روسی است که با همکاری آکادمی علوم روسیه و «دانشگاه فدرال اورال»، «مرکز تکنولوژی بیوفارمای اورال» و «شرکت دارویی مدسینتز» ساخته شده‌است.
این دارو یک هستهٔ نوین تری‌آزولوتریازین دارد که یک کلاس ساختاری جدید از داروهای ضد ویروس غیر نوکلئوزیدی محسوب می‌شوند. این دارو در اصل برای درمان بالقوهٔ برخی سویه‌های آنفلوآنزا همچون H5N1 طراحی و ساخته شد و بیشتر بررسی‌های انجام شده بر روی آن، معطوف بر همین خاصیت ضد آنفلوآنزایی آن بوده‌است. با این وجود، این دارو علیه برخی دیگر از انواع ویروس‌ها از جمله «ویروس انسفالیت منتقل‌شونده توسط کنه» هم مؤثر تشخیص داده شده‌است؛ و برای درمان احتمالی تب لاسا و بیماری ویروسی ابولا نیز تحت بررسی و مطالعه است. در فوریه ۲۰۲۰ میلادی، آزمایش این دارو برای درمان کرونای جدید آغاز گردید.